# Symphitoneuria opposita
Symphitoneuria opposita är en nattsländeart som först beskrevs av Walker 1852.  Symphitoneuria opposita ingår i släktet Symphitoneuria och familjen långhornssländor. Inga underarter finns listade i Catalogue of Life.